# Canon (ficción)

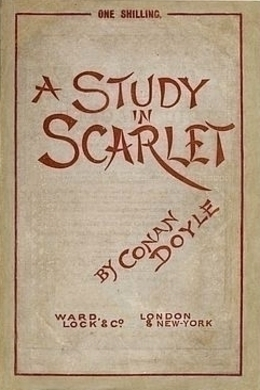
Estudio en escarlata, primera de las historias que componen el llamado canon holmesiano de las novelas escritas por Arthur Conan Doyle; un ejemplo de material canónico, donde obras posteriores de otros autores son consideradas fuera de la continuidad oficial del material original.

En el contexto de la ficción, el canon de un universo ficticio es nombrado como el contenido oficial creado por el autor intelectual de una obra ya sea de cualquier novela, historia, película, serie de televisión y cualquier otro contenido que fue desarrollado por el autor original, siendo la base para los seguidores de la obra de forma ajena a contenido creado por terceros.

## Uso
Este término fue introducido por los fanáticos de los mundos ficticios, conocido en situaciones donde algunas historias son desarrolladas siguiendo una línea cronológica definida establecida por el autor, mientras otras se saltan la línea argumental principal, para experimentar con los personajes y ponerlos en situaciones que no se desarrollarían en la realidad de la historia. El término es utilizado entonces para diferenciar ambas situaciones: 'canónico' es aquello que se adecua a la lógica y coherencia interna del universo de ficción establecido por el autor de la obra, mientras que lo que no es canónico resulta en todo material no creado por el autor, generalmente resultando una contradicción de dicha coherencia o cualquier material distinto a la ya que no se lo considera parte de la misma.
Esto puede ocurrir con el género de las fanfictions, así como también cuando los redactores del universo ficticio original, buscando ampliar la definición de sus personajes, colocándoles en diferentes entornos para evitar las limitaciones narrativas del género o de las creaciones de redactores anteriores, o bien crear versiones 'actualizadas' de los mismos pero manteniendo al mismo tiempo a los originales.
No debe confundirse con el término «oficial», pues este se utiliza cuando algún producto que debe comercializarse necesita la autorización del autor, en este término se pueden incluir derivados del producto original como, novelas, novelas ligeras, animes, remakes, videojuegos, entre otros.

### Ejemplos
El sitio web oficial de Star Trek describe el canon de Star Trek como "los eventos que ocurren dentro de los episodios y películas", refiriéndose a las series de televisión de acción real y las películas, con Star Trek: La serie animada habiendo existido durante mucho tiempo en una "área gris nebulosa" de canonicidad. Los eventos, personajes y tramas de novelas, cómics y videojuegos relacionados están explícitamente excluidos del canon de Star Trek, pero el sitio señala que elementos de estas fuentes se han introducido posteriormente en las series de televisión y dice que "el canon no es algo escrito en piedra".
La serie de televisión Los Simpson tiene como ejemplo de material no canónico los episodios de Treehouse of Horror, una serie de especiales con temática de Halloween con varias historias que ocurren fuera de la continuidad normal del programa.
Las producciones de Walt Disney Animation Studios son consideradas por The Walt Disney Company como las historias canónicas bajo la marca Disney. Por ello, secuelas, precuelas, series de televisión u otros medios relacionados con ellas producidos por otros estudios de la compañía (como es el caso de las producciones de Disneytoon Studios y Disney Television Animation que sirven como continuidad de las películas), o acontecimientos en otros medios como libros o videojuegos, siendo ignorados dentro de la marca Disney principal, centrada en las producciones bajo Walt Disney Animation Studios, con lo cual otras producciones y medios considerándose como sucesos no canónicos.
Varias series de televisión de anime adaptadas de historias de manga cuentan con algunos episodios extra con historias originales que no son parte del manga original, a menudo siendo denominados como "episodios de relleno", estando fuera del canon de su material de origen.

## Origen
Proviene del griego que significa «vara para medir» y fue introducido por el discurso religioso: el Canon bíblico. Con el tiempo el término canónico empezó a utilizarse para señalar los textos sagrados que los creyentes debían leer. Por su parte los libros que no debían leerse se les mencionaba en el Index Librorum Prohibitorum, es por ello que canon y censura casi siempre van de la mano y dependen de una autoridad que es quien los dictamina.
Posteriormente, el concepto fue utilizado expresamente en el campo de la literatura para referirse a aquellos libros clásicos que los alumnos, en su tránsito por la escuela deberían de leer o que convenía que aparecieran en los libros de texto o las antologías de obras literarias.